# إيكهارد فون برونمول
إيكهارد فون برونمول، وُلد باسم فيلهلم إيكهارد هانز يواكيم ماريانو فون برونمول (29 ديسمبر 1940، غليفيتسه - 24 يونيو 2020، فيسبادن)، كان صحفيًا ألمانيًا مستقلًا وناشطًا في مجال حقوق الطفل. يُعرف بأنه مؤسس نظرية "مناهضة البيداغوجيا"، وهي نظرية تتحدى المناهج التقليدية في التعليم وتربية الأطفال. وقد ترك التزام برونمول مدى الحياة بالدفاع عن حقوق الطفل وتحدي المعايير التعليمية التقليدية أثرًا دائمًا على الخطاب الدائر حول تربية الأطفال والتعليم. مما يشجع عمله على إعادة النظر في نهجنا في رعاية الجيل القادم.